# Nikon D1
Nikon D1 – pierwsza profesjonalna lustrzanka cyfrowa produkcji firmy Nikon. Zaprezentowana została 15 czerwca 1999.
Została wyposażona w 2,7 megapikselową matrycę światłoczułą, tryb do zdjęć seryjnych z prędkością do 4,5 klatek na sekundę i współpracowała z obiektywami z bagnetem F Nikona. Korpus aparatu był zbliżony do modelu F5,  posiadał ten sam ogólny układ elementów sterujących, pozwalający użytkownikom lustrzanek analogowych Nikona szybko nabyć umiejętności obsługi aparatu w wersji cyfrowej. Prędkość autofokusu w serii D1 jest niezwykle wysoka, nawet w przypadku obiektywów bez własnego napędu.
Nikon i inne przedsiębiorstwa zajmowały się produkcją lustrzanek cyfrowych przez kilka lat przed premierą D1, jednak D1 (jako profesjonalna lustrzanka cyfrowa) wyeliminowała hegemonię aparatów Kodaka na rynku profesjonalnym.
W sposób niespotykany dla lustrzanek cyfrowych aparat D1 wykorzystuje przestrzeń kolorów NTSC zamiast powszechnych w użyciu przestrzeni sRGB czy Adobe RGB. Powstała w D1 barwa fotografii może być nieco niekonwencjonalna, aczkolwiek możliwości korekcji i/lub kompensacji problemu koloru są łatwo dostępne.

## D1H i D1X
D1 został zastąpiony przez modele D1H i D1X 5 lutego 2001. D1X oferował wyższą rozdzielczość, 3008 × 1960 – matryca o 5,3 milionach efektywnych pikseli oraz tryb zdjęć seryjnych o prędkości 3 klatek na sekundę do maksymalnie 21 wyzwoleń migawki w jednej serii. D1H został przystosowany do fotografii z dużą prędkością, wykorzystując nadal tą samą 2,7 megapikselową matrycę co D1, ale oferując szybkostrzelność na poziomie 5 kl./s przy maksymalnie 40 zdjęć w serii.
Zarówno D1H jak i D1X wykorzystują przestrzenie koloru sRGB/AdobeRGB, co stanowi zmianę względem modelu D1.